# Episodi di Make It Right: The Series - Rak ok doen (prima stagione)
La prima stagione della serie televisiva thailandese Make It Right: The Series - Rak ok doen è stata trasmessa su Channel 9 MCOT HD dal 15 maggio al 31 luglio 2016.
| n° | Titolo               | Prima TV       |
| -- | -------------------- | -------------- |
| 1  | Chapter 1 - Prologue | 15 maggio 2016 |
| 2  | Chapter 2            | 22 maggio 2016 |
| 3  | Chapter 3            | 29 maggio 2016 |
| 4  | Chapter 4            | 5 giugno 2016  |
| 5  | Chapter 5            | 12 giugno 2016 |
| 6  | Chapter 6            | 19 giugno 2016 |
| 7  | Chapter 7            | 26 giugno 2016 |
| 8  | Chapter 8            | 3 luglio 2016  |
| 9  | Chapter 9            | 10 luglio 2016 |
| 10 | Chapter 10           | 17 luglio 2016 |
| 11 | Chapter 11           | 24 luglio 2016 |
| 12 | Chapter 12           | 31 luglio 2016 |

## Chapter 1 - Prologue
- Diretto da: Rachyd Kusolkulsiri

### Trama
Quando la sua ragazza Jean lo chiama per chiedergli una mano, Fuse scappa da scuola pur di poterla aiutare; una volta arrivato però scorge di nascosto che c'è un altro ragazzo con la sua fidanzata, e le si rivolge con atteggiamento molto intimo: disperato, si rende quindi conto di essere tradito. Il giorno successivo i suoi amici portano Fuse a bere per dimenticare, e quando, ubriaco fradicio, comincia ad urlare e non accenna a smettere di scolare calici di birra, Tee, un amico di vecchia data, si offre per accompagnarlo a casa. Quando si stanno preparando per farsi una doccia, Fuse guarda Tee spogliarsi e preso dal momento gli chiede se abbia mai fatto sesso con un ragazzo; tra i due scatta la molla e cominciano a fare l'amore.
- Aforisma finale: Se non ci provi, non saprai mai cosa è giusto.

## Chapter 2
- Diretto da: Rachyd Kusolkulsiri

### Trama
La mattina seguente Fuse si sveglia e realizza cosa è successo quella notte e, confuso, afferma che la causa è stata esclusivamente la sbronza. Dopo quelle parole, Tee si sente profondamente in colpa per aver acconsentito a quella richiesta di sesso, pensando di aver approfittato, seppur involontariamente, della situazione; al contempo, comincia anche a realizzare di non volere perdere Fuse. Nonostante ciò, sarà proprio Tee a venire in soccorso di Fuse, motivandolo e tenendogli la mano, quando quest'ultimo, al cinema con Jean, piange per l'assonanza del film che sta vedendo alla storia con la fidanzata. I due restano d'accordo per vedersi dopo una lezione di ripetizione di Tee, ma Fuse, sempre più confuso sui suoi sentimenti, lo spinge bruscamente quando gli si avvicina molto.
- Aforisma finale: Il dolore è un segnale per lasciar perdere.

## Chapter 3
- Diretto da: Rachyd Kusolkulsiri

### Trama
Fuse cerca di parlare con Tee, ma quest'ultimo fa di tutto per evitarlo. La sera stessa, casualmente intrappolati a scuola dopo la chiusura, i due si chiariscono; Fuse ripete infatti a Tee di non averlo mai incolpato per la nottata di sesso, a maggior ragione per il fatto che la richiesta provenisse da lui stesso. Una volta chiesto aiuto, Fuse porta Tee a dormire a casa sua; confidandosi, i due si baciano di nuovo e nonostante Fuse dica di non provare niente, è visibilmente contento del fatto che Tee dica non voglia dimenticare nessuno di questi momenti.
Nel frattempo, Yok si vede propinare dalla madre, che non ha mai accettato l'omosessualità del figlio, l'ennesima ragazza con cui potrebbe fare conoscenza con la scusa di accompagnarla a scuola; lui subito rifiuta. Yok sta tra l'altro cominciando a chattare con un ragazzo più grande conosciuto online, Dew, ma che ancora non ha conosciuto di persona.
- Aforisma finale: Non ricordare il giorno in cui ci siamo amati. Ricordati che oggi ci amiamo ancora.

## Chapter 4
- Diretto da: Rachyd Kusolkulsiri

### Trama
Tee comincia a passare più tempo a scuola con Fuse, e i loro amici cominciano a chiedere ai due, tra uno scherzo e l'altro, se c'è sotto qualcosa oltre l'amicizia. In serata, i due realizzano un video promozionale con delle maschere per il viso per la sorella di Fuse, Fing, che vende prodotti di bellezza online, e la mattina seguente sono in ritardo a scuola. In fila con i ritardatari, i due incontrano Rodtang, che dice a Fuse di conoscerlo grazie ai video che fa su Facebook, facendo trasparire una grande cotta per il ragazzo.
- Aforisma finale: Non tradire una persona che ti conosce da tutta una vita.

## Chapter 5
- Diretto da: Rachyd Kusolkulsiri

### Trama
Lookmo vede Tee dare un affettuoso bacio sulla guancia a Fuse e chiede a quest'ultimo cosa sta succedendo davvero; quando gli risponde di essere abbastanza confuso, Lookmo gli consiglia di pensare attentamente alle complicazioni. La sera stessa, Jean si presenta a casa di Fuse e gli chiede di baciarlo; lui è un po' riluttante, ma alla fine accetta. Proprio in quel momento arriva Tee, rimasto d'accordo col ragazzo per portargli un pezzo di torta, che appena vede i due in atteggiamento intimo scappa; Fuse subito lo insegue, invano.
Yok incontra per la prima volta Dew dal vivo, essendo anche sincero quando il ragazzo gli chiede se sia gay; poco dopo giocano a basket e Yok ne approfitta per chiedergli se vuole passare con lui il fine settimana gratuitamente nel resort di suo padre.
Book e Frame intervistano una prostituta per un compito scolastico; quando lei chiede a Frame di accompagnarlo a casa, Book comincia a dimostrare un accenno di gelosia rifiutando al posto suo. In serata, Book incontra Fah, la sua fidanzata, che lo lascia per la mancanza di chimica tra i due; il ragazzo, intristito, decide così di contattare un estraneo su di un'applicazione di chat gay per fare sesso. Arrivato all'hotel per l'incontro, lo sconosciuto si dimostra essere proprio Frame.
- Aforisma finale: Una delusione d'amore è il modo con cui la natura rafforza i nostri cuori.

## Chapter 6
- Diretto da: Rachyd Kusolkulsiri

### Trama
Frame e Book finiscono alla fine a letto e la mattina successiva si svegliano in hotel con l'intenzione di farsi una doccia e andare a scuola; quando, però, Book si accorge di perdere sangue in seguito alla penetrazione, Frame subito si offre di accompagnarlo dal medico. Tra i due ragazzi comincia a scattare la scintilla d'amore.
Quella stessa mattina, Fuse cerca di parlare con Tee dopo i risvolti della serata precedente. Quando alla fine ci riesce, i due vanno insieme a casa di Tee.
- Aforisma finale: Qualche amico è un regalo, qualche altro una lezione.
- Nota: La side story pubblicitaria finale vede una sorta di dietro le quinte recitato con protagonisti Bonne (interprete di Nine) e Beam (interprete di Rodtang).

## Chapter 7
- Diretto da: Rachyd Kusolkulsiri

### Trama
Fuse parla a cuore aperto a Tee, ammettendo di essere molto confuso ma di avere forti sentimenti per lui; i due passano l'intera notte a fare l'amore. La mattina successiva si svegliano troppo tardi per andare a scuola e vanno a mangiare in un locale nel Siam Center. Proprio mentre stanno mangiando appare Jean che, vedendoli, si unisce a loro, anche se non per molto. Una volta andata, Fuse chiede a Tee se sia geloso, ma questi gli risponde che, conoscendo ormai i veri sentimenti del ragazzo, ci vuol ben altro per farlo ingelosire. Quella sera stessa, Tee va a cenare con la famiglia di Fuse, e quando fanno un selfie di gruppo lo manda anche al fratello, Tan, per fargli sapere dov'è.
Tan vede nel selfie Fing, la sorella di Fuse, pensando sia una sua cotta del passato, molto somigliante fisicamente alla ragazza. Quando il giorno successivo va casa di Fuse per prendere lo zaino del fratello, subito s'innamora a prima vista di Fing e si offre di aiutare lei e la sua amica Mook a consegnare alcuni prodotti di bellezza. Di ritorno, Tan chiede a Mook se Fing è single, al che la ragazza improvvisamente scappa.
Book e Frame intanto cominciano, casualmente, a passare del tempo insieme, sia a scuola che al di fuori.
- Aforisma finale: A valere più di una promessa è una semplice parola che significhi davvero.

## Chapter 8
- Diretto da: Rachyd Kusolkulsiri

### Trama
Frame va a trovare Book nel suo appartamento. I due si avvicinano molto e Book arriva anche a confessare a Frame di essere stato lasciato dalla fidanzata. I due dormono lì e il giorno successivo vanno in un bar al Siam Center a passare altro tempo insieme.
Yok arriva con Dew nel resort di proprietà del padre, in zona Khao Yai; durante una nuotata in piscina, Yok prova a baciare Dew, ma quest'ultimo lo respinge dicendo di non essere gay. Yok, sentendosi usato, se la prende e litiga con lui. Il giorno successivo la madre di Yok esce allo scoperto, dicendo di averli seguiti per capire cosa sarebbe successo e arrivando anche ad offrire soldi a Dew, che non accetta, per fargli smettere di frequentare il figlio.
Tee, Fuse e la sua famiglia sono nello stesso resort dov'è Yok (tant'è che assistono da lontano alla sfuriata della madre del ragazzo); i due ragazzi passano diversi momenti tra divertimento e promesse d'amore.
Nine chiama Rodtang per ricordargli delle prove per il sostituto majorette, ma il ragazzo proprio non vuole andarci. Pur di convincerlo, Nine accetta a malincuore di passare la giornata con Rodtang, che lo porta su di un battello a forma di cigno (quello per gli innamorati). Benché trovi Rodtang abbastanza fastidioso, Nine non è del tutto dispiaciuto per la compagnia alla fin fine.
- Aforisma finale: Qualche volta dobbiamo far fronte a dei brutti giorni perché ci aiutino a capire il valore dei giorni belli per le nostre vite.

## Chapter 9
- Diretto da: Rachyd Kusolkulsiri

### Trama
Tan incontra Fing e per cercare di fare colpo su di lei comprando due di ogni cosa tra i prodotti di bellezza che ella vende, mentre Book si arrabbia con Frame perché pensa che il ragazzo abbia spifferato a Wit ed Ess del loro rapporto.
Alle prove per il sostituto majorette, Rodtang insegna a Fuse come usare il bastone per il twirling usando un atteggiamento abbastanza intimo, fonte di gelosia per Tee che casualmente passava di lì. Quella sera, Nine organizza una cena insieme a Fuse e Tee, e quest'ultimo invita anche Rodtang.
Di ritorno a casa, Tee chiede a Fuse se abbia dei sentimenti per Rodtang; il ragazzo nega e i due si tengono per mano sull'autobus davanti a tutti. Nine accompagna Rodtang al suo appartamento, ma quando quest'ultimo scopre di aver scordato le chiavi toccherà proprio Nine ospitarlo per la nottata. Quest'ultimo, tra un discorso e l'altro, spiega al ragazzo che Fuse è fidanzato ed è inutile provarci con lui. Al contempo, Rodtang comincia a dimostrare dei sentimenti per Nine, dicendogli anche di essere carino e che sarà il suo nuovo eroe; senza darlo a vedere, Nine esulta per quelle parole una volta che l'amico si mette a dormire.
- Aforisma finale: La persona che ti ama davvero non è quella sempre presente nella tua vita, ma quella che non ti lascerà mai.

## Chapter 10
- Diretto da: Rachyd Kusolkulsiri

### Trama
Mook cerca di baciare Fing, che subito viene respinta e reguardita che in passato le aveva già detto che sarebbero rimaste soltanto amiche. Subito dopo arriva in casa Tan per cucinare del riso insieme; mentre tra le due la tensione è alle stelle, il ragazzo è invece allegro e si mette a suonare la chitarra.
Book capisce che Frame non aveva mai parlato a nessuno del loro rapporto e si due si accordano per incontrarsi al Siam Center. Una volta lì però, Book lo vede con una donna e gli rinfaccia di non essere un giocattolo, per poi scappare.
Agli allenamenti per il sostituto majorette, Fuse viene accompagnato da Jean e Tee, entrambi gelosissimi l'uno dell'altro, e più tardi si ritrovano anche in un locale al Siam Center. Sulla via del ritorno, Tee rifiuta la proposta di Fuse di restare assieme per fare dei compiti e il ragazzo la prende sul personale.
Rodtang, affranto dopo aver visto Fuse insieme a Jean, trova conforto in Nine, che gli fa capire di non essere mai davvero solo essendoci sempre lui al suo fianco.
- Aforisma finale: Non ci siamo lasciati perché non potremmo amarci l'un l'altro, ma piuttosto perché non ci amiamo l'un l'altro.
- Nota: Quando Mook scorre sul telefono le foto di lei e Fing, per due volte si intravede la maglietta con il logo della serie addosso alle due.

## Chapter 11
- Diretto da: Rachyd Kusolkulsiri

### Trama
Nine accompagna Rodtang a posare i bastoni per il twirling ed evita che la caduta di una scatola prenda in pieno il ragazzo, ferendosi lui stesso al ginocchio. Rodtang si offre di medicargli la ferita e tra i due l'intesa cresce di più.
Fuse crede ci sia un motivo più profondo per il quale Tee non voglia parlargli e finisce per ignorare egli stesso il ragazzo il giorno successivo.
Frame cerca ripetutamente di parlare con Book per capire quale sia il motivo di quella scenata, e quando infine ci riesce si scopre che la donna al centro commerciale altri non era che la zia. Book confessa quindi di essere geloso e i due diventando ufficialmente una coppia, confidando di amarsi.
Tan ordina a Fing un altro ordine dispendioso, e quando più tardi va a trovare la ragazza a casa vede Mook baciarla, scappando senza nemmeno farsi vedere. Fing ripete ancora una volta alla ragazza di volerle bene ma di non amarla.
Yok, nel frattempo, si vede spuntare in casa l'ennesima ragazza che la madre gli ha mandato per provare a convertirlo all'eterosessualità, ma lui subito se ne sbarazza.
- Aforisma finale: Puoi arrabbiarti, ma non tirarla per le lunghe.
- Nota: l'episodio non presenta anticipazioni per il successivo, al suo posto mostra invece brevi riprese frontali di Boom (interprete di Tee), Ohm (interprete di Frame), Peak (interprete di Fuse) e Toey (interprete di Book) in canottiera.

## Chapter 12
- Diretto da: Rachyd Kusolkulsiri

### Trama
Fuse prova ad andare a parlare con Tee a casa sua, ma non ce la fa e scappa. Finite le lezioni, straziato dal dolore, si addormenta a scuola e si risveglia in serata, mettendosi a piangere; in un parallelismo col terzo episodio, proprio nello stesso punto dove aveva incontrato Tee quel giorno è proprio lo stesso ragazzo a spuntare fuori dal buio. I due si chiariscono e si riconciliano felici.
Book, intanto, comincia ad essere sicuro di sé e si comporta da vero fidanzato con Frame, arrivando anche ad imboccarlo col cibo e baciarlo sulla guancia. Rodtang, invece, per ringraziare Nine del giorno precedente, gli regala un papercraft di Batman ma con sopra il volto del ragazzo.
Tan, col cuore spezzato, decide di andare a chiedere a Fing perché non fosse stata chiara fin dall'inizio con lui sui suoi sentimenti, credendola innamorata di Mook. La ragazza, in preda al pianto per i risvolti sia con Tan che con Mook, si lascia andare ad un lungo abbraccio con Champ.
Lookmo viene lasciato all'improvviso, con la scusa di un cambio di scuola, dalla sua fidanzata Praew, decisa a corteggiare Yok così come stabilito con la madre del ragazzo; quando ella si presenta da Yok, lui è incredulo per il fatto che lei resti comunque lì nonostante sappia sia gay.
- Aforisma finale: Abbi fede nell'amore perché qualsiasi cosa succeda il vero amore è reale.